# Ardea (revue)
Pour les articles homonymes, voir Ardea (homonymie).
Ardea est une revue scientifique à comité de lecture de la société ornithologique Netherlands Ornithologist' Union. Elle paraît depuis 1912 et publie des travaux originaux dans tous les domaines de l'ornithologie, particulièrement ceux qui traitent de l'écologie et de l'évolution.